# زنبورک (جنگ‌افزار)

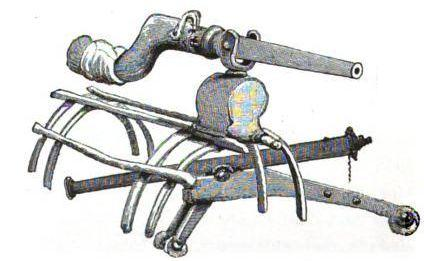
زنبورک

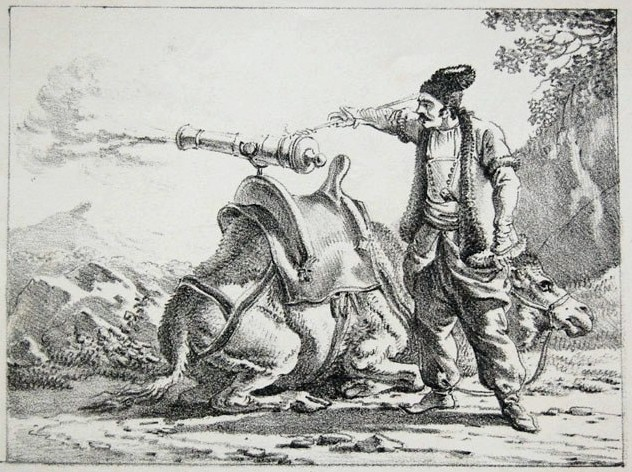
خمپاره انداز ایرانی در حال کار با زنبورک در قرن ۱۷ میلادی

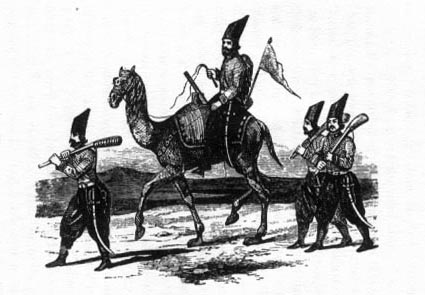
زنبورکچی دوره قاجار با زنبورکی که پشت شتر گذاشته شده است.

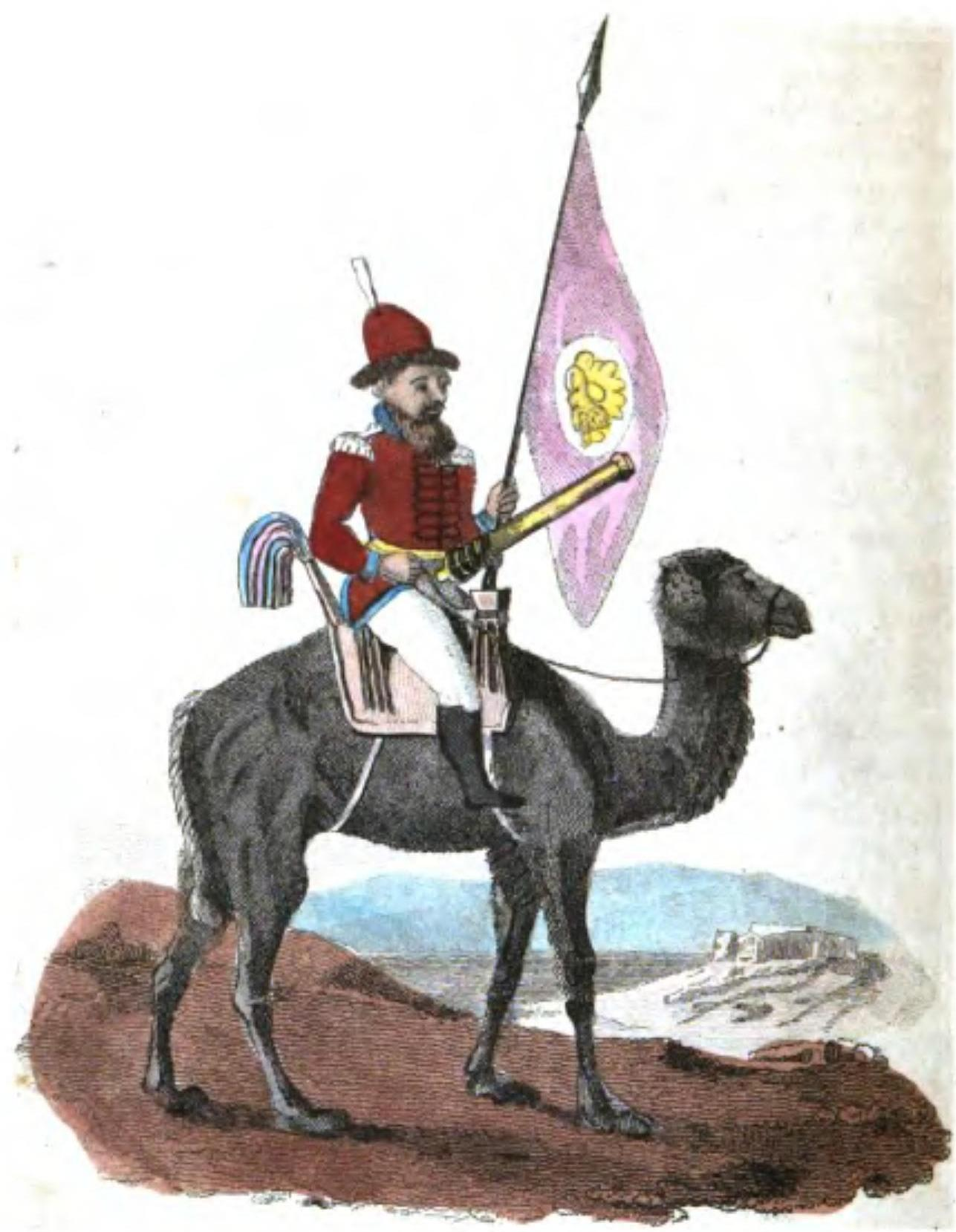
تصویر دیگر از زنبورکچی دوره قاجار

زنبورک یا زنبوره گونه‌ای توپ سرپر کوچک و دستی بود. در میدان جنگ آن را معمولاً بر پشت چهارپایان و اغلب شتر حمل می‌کردند. اختراع این سلاح در ایران و در دوره صفویه اتفاق افتاد و تا پایان سلطنت رضا شاه پهلوی از جنگ‌افزارهای رایج بود. این سلاح در هند و عثمانی نیز به‌کار می‌رفت و ارتش امپراتوری بریتانیا در مستعمرات خود مانند هند و مصر از آن استفاده می‌برد. به کسی که زنبورک را بکار می‌برد «زنبورک‌چی» می‌گفتند. جای ساختن و نگاهداری زنبورک‌ها «زنبورک‌خانه» نام داشت.
تا قبل از ورود سلاح گرم، سلاح سرد به ویژه شمشیر جایگاه خاصی در میدان‌های رزم داشت؛ اما با ورود این سلاح و توسعه و پیشرفت آن‌ها، به‌کارگیری سلاح سرد در جنگ‌ها کمرنگ شد و تنها هنگامی که جنگ مغلوبه می‌شد و نیز در نبردهای تن به تن از آن‌ها استفاده می‌شد.
ارتش صفوی تا زمان شاه عباس از توپخانه بی‌بهره بود و استفاده از سلاح آتشین را در زمان شاه اسماعیل اول ناجوانمردانه می‌دانست، و در برابر بیگانه قدرتی که در پیش رو داشت یعنی امپراطوری عثمانی که مجهز به سلاح گرم بود و سازمان منظم و مرتبی که در ارتش خود داشت، عقب مانده بودند، به طوری که به‌واسطه فقدان چنین نیرویی، شکست‌هایی نیز نصیب ارتش صفوی شد. تا این که در زمان شاه طهماسب، سربازان در میدان نبرد شمشیر، نیزه و تفنگ بکار بردند. «سربازان ایرانی مردان بلند قامت و نیرومندی هستند که معمولاً در میدان نبرد شمشیر و نیزه و تفنگ به کار می‌بردند… تفنگداران ایرانی مسلح به تفنگ‌هایی هستند که عموماً شش وجب درازای لوله آن‌هاست.»(۱)
این مطلب نشان می‌دهد که قبل از ورود برادران شرلی و آوردن توپ و تفنگ به ایران، در جنگ‌ها از تفنگ استفاده می‌شده است. «خانبابا بیانی» اظهار می‌دارد که نخستین کسانی که به مشق و تعلیم ارتش ایران پرداختند، پرتغال‌ها بودند. چراکه پرتغالی‌ها سیاست نیرومند کردن ارتش ایران را دربرابر قدرت عثمانیان انتخاب نمودند: «پرتغالی‌های مقیم هرمز بودند که نخستین تفنگداران ارتش صفوی را تربیت کردند.»(۲) و اما تهیه توپ و توپخانه در ایران مستلزم وقت و کوششی مضاعف بود و این رسته نیز با آمدن برادران شرلی در زمان شاه عباس به قوت رسید. زنبورک نوعی توپ کوچک بود که نخستین بار توسط افغان‌ها ساخته شد و بعدها نادر شاه از آن به خوبی در رزم استفاده می‌کرد؛ و یکی از علت‌های پیروزی نادر را می‌توان به‌کارگیری ماهرانه این سلاح دانست.
بعدها در دوره قاجاریه استفاده از زنبورک جنبه تشریفاتی یافت تا این‌که به‌طور کلی ارزش نظامی خود را از دست داد. امروزه زنبورک‌ها را تنها در موزه‌ها می‌توان یافت.

## پیشینه استفاده از سلاح گرم در ایران
استفاده از سلاح گرم، بعد از اختراع باروت در چین در قرن یکم و دوم میلادی آغاز شد و کاربرد آن در جنگ‌ها در قرن هفتم میلادی گسترش یافت. بعد از آن، رفته رفته توپ و تفنگ جای سلاح سرد را در جنگ گرفت. پور داوود بیان می‌کند: «... نزد پیشینیان یک گونه سلاح گرم در نبردها به‌کار رفته و آن دیگ‌هایی بوده پر از نفت افروخته یا قیر گداخته که از برج و باروها بر سر دشمن فرو می‌ریختند». (پور داوود ۱۱:۱۳۴۵)
هم‌زمان با حکومت صفویه در قرن ۱۷ میلادی برابر با قرن ۱۱ هجری، سلاح گرم و آتشین در اروپا رو به پیشرفت و تکامل گذاشت. پس از آن، این سلاح رفته رفته از اروپا به سایر ممالک از جمله ایران راه پیدا کرد. با آمدن سلاح آتشین، کاربرد سلاح‌های سرد کمرنگ شد. «در دوره قاجار اساس و محور جنگ‌افزارهای ارتش ایران را سلاح‌های آتشین فلزی، مخصوصاً توپ و تفنگ، تشکیل می‌دادند.» (معطوفی، ۷۱۸:۱۳۷۸)
تفنگ از اختراعات بعد از توپ بود و از قرن ۱۵ میلادی در اروپا به کار برده شد. عثمانی‌ها بعد از توپ، در مدت زمان کوتاهی تفنگ را هم به کار بردند. به‌طور کلی استفاده از سلاح آتشین، حتی در اروپا، با مقاومت روبه‌رو بود. اما عثمانی‌ها به سرعت از اسلحه گرم استفاده کردند که باعث اعجاب همگان شد. در ایران نیز استفاده از آن با مقاومت مواجه بود، چنان‌که شاه اسماعیل استفاده از سلاح گرم را در جنگ‌ها ناجوانمردانه می‌دانست. ایرانیان میدان جنگ چالدران را پشت سر گذاشتند بدون این‌که از سلاح گرم بهره ببرند، و این امر موجبات شکست ایران را در این جنگ فراهم کرد. شاهان ایران یگانه عامل پیروزی عثمانی‌ها را تجهیزات سازماندهی نفرات و استفاده از سلاح مدرن، علی‌الخصوص توپخانه قوی آن‌ها می‌دانستند.
پس از این حوادث و برحسب ضرورت، شاه عباس اول برای تقویت بنیه نظامی کشور گام‌های اساسی برداشت، اما بعد از آن تا برآمدن نادر، این جریان کم رنگ یا متوقف شد. نادرشاه بازسازی نیروی نظامی کشور را وجهه همت خویش ساخت و توانست توپخانه قدرتمند و توانایی را برپا دارد.
زنبورک از جمله سلاح‌های آتشینی است که در قرون دهم الی سیزدهم قمری در نبردها مورد استفاده قرار می‌گرفت. «این اسلحه نخستین بار در عصر شاه عباس اول صفوی، توسط آنتونی شرلی و روبرت شرلی در ساحل دریاچه وان در سال ۱۰۱۲ هـ. ق ساخته شد.» (تاریخچه فلز و سلاح در ایران: ۶۰ و ۶۱)
در تحقیقات پیرامون ریشه لغوی این سلاح، کلمباری «سرهنگ مهندسین قورخانه مبارکه» محمد شاه قاجار (۱۲۵۰–۱۲۶۴ ق) اظهار می‌دارد: «کلمه زنبورک از زنبور (زنبور عسل) گرفته شده است چون که در واقع وظیفه این گروه نظامی حمله به دشمن در زمانی بود که بر اثر خستگی با گرما و سرما از پا درآمده بود در چنین موقعیتی، این سربازان همانند زنبورهایی که از کندوی خود دفاع می‌کنند، به دشمن حمله‌ور می‌شدند و امان او را می‌بریدند.» (کلمباری، ۴۶:۱۳۷۴)
دهخدا زنبورک را «نوعی تفنگ کوتاه یا توپ کوچکی که در ایران جهاز شتر استوار می‌کردند و زنبورکچی در عقب آن نشستی و هم بر شتر آن را آتش می‌دادند»، یاد می‌کند. (لغتنامه دهخدا، ذیل زنبورک)
در فرهنگ اصطلاحات قاجار، زنبورک، چنین توصیف می‌شود: «توپ کوچکی که روی شتر بسته می‌شود و قادر به شلیک چند گلوله با فاصله زیاد میان شلیک‌ها است.» (مدرسی، ۲۹۳:۱۳۸۰)
در دوره صفوی، با وجود ساخت این سلاح، چندان به آن اهمیت داده نشد؛ ولی در دوره افشار، نادر به‌خوبی توانست از این سلاح استفاده کند و صفوف منظمی از زنبورکچیان تشکیل دهد که همگی در استفاده از این سلاح مهارت کافی داشتند. اسداللّه معطوفی در کتاب خود بیان می‌کند: «زنبورک را اولین بار افغان‌ها به وجود آوردند و در اواخر عهد صفویه باعث پیروزی آن‌ها بر سپاه صفوی نیز شد. بعدها نادر از آن‌ها اقتباس کرد و زنبورک‌ها را به خوبی مورد استفاده قرار داد… در دو طرف جهاز شتر زنبورک، دو کیسه چرمی مشکی می‌آویختند که در آن مهمات حمل می‌شد، در انتهای جهاز میله ای قرار داشت که در آن پرچم قرمزی می‌نهادند و با پارچه‌ای بنام شبارق روی آن را می‌پوشاندند. به علاوه، یک مشک پرآب نیز زیر شکم شتر می‌بستند…» (معطوفی، ۹۲۳–۹۲۲)
کلمباری نیز در سفرنامه خود در این که افغان‌ها نخستین کسانی بودند که زنبورک را ابداع کردند می‌نویسد: «به نظر می‌رسد که افغان‌ها، مبتکران این رسم بوده‌اند. آنان توپ کوچکی را بر پشت شتر قرار می‌دادند و آن را با یک محور متحرک به زین شتر وصل می‌کردند و در هنگام تیراندازی، شتر را وادار به زانو زدن می‌کردند.» (کلمباری:۴۶)
منابع تاریخی به اتفاق، برد تیر زنبورک را زیاد نمی‌دانند. برد این سلاح چنان بود که زنبورکچیان می‌بایست تأمل می‌کردند تا دشمن را به تیررس خود بکشانند، آن‌گاه به طرف دشمن شلیک می‌شد. ابوتراب سردادور در توصیف خود از برد زنبورک‌ها چنین بیان می‌کند: «زنبورک‌ها در واقع مثل یک تفنگ شکاری بودند که می‌توانستند در حدود صد تا صدوپنجاه ساچمه به اندازه فندق یا گردوی پوست کنده به مسافت ۲۰۰ متری بر روی دشمن بپاشند؛ و چون در مسافت بالاتر از این حد اثر ساچمه از بین می‌رفت، پس باید شترهای زنبورک‌ها از انظار پوشیده بود و سعی کنند دشمن را به تیررس بکشانند». (سردادور، ۶۱۴:۱۳۵۴)
غلامحسین مقتدر در کتاب خود «تاریخ نظامی ایران» در خصوص زنبورک و برد آن بیان می‌کند: «علاوه بر توپخانه، زنبورک‌خانه‌ای بود که عده آن به ۱۵۰۰ نفر می‌رسید و زنبورک را روی جهاز شتر می‌بستند و زنبورکچی به حال سواره سلاح خود را پر کرده و تیراندازی می‌نمود. برد تیر زنبورک از تفنگ معمولی بیشتر نبود و کیسه‌های باروت و گلوله به طرفین جهاز شتر آویخته و زنبورکچی فتیله به کمر خود بسته بود که در موقع تیراندازی زنبورک هم درحال حرکت و هم توقف (روی شتر خوابیده) اجرا می‌شد، اما درحال اخیر شتر خیلی زود رم می‌کرد و باعث حوادث ناگواری می‌شد.» (مقتدر، ۲۶:۱۳۲۰)
کلمباری مدت پانزده سال در ایران و در دربار محمد شاه قاجار اقامت داشت. وی خدماتی را در بعضی از امور تشکیلاتی، نظامی و فنی در قشون ایران انجام داده است از جمله خدمات وی در اصلاح ساختمان زنبورک عبارت بود از:
- تغییر در ساختمان قنداق زنبورک و نحوه فتیله گذاری و پر کردن آن.
- تهیه طرح عراده ای در مه ۱۸۴۷ م/ جمادی الاول ۱۲۶۳ ق برای نصب روی شتر و سوار کردن زنبورک بر روی آن، به طوری که شلیک گلوله از روی شتر و درحال حرکت آسان شود.
ابتکارات کلمباری فقط شامل قنداق توپ نمی‌شد، بلکه در ساختمان توپ‌ها نیر تغییراتی به‌وجود آورد. «مثلاً به جای روش قدیمی فتیله گذاری، باتری سنگی (احتمالا قطعه آهنی که در تفنگ ته پرروی باروتدان را می‌گرفت) را به کار می‌برد. در این صورت، پر کردن و تیراندازی که تا آن زمان همیشه بیش از سه دقیقه طول می‌کشید، در مدتی کوتاه‌تر و به طریقی آسان‌تر انجام می‌گرفت و دقت و سرعت تیراندازی نیز بیشتر شده بود. با ثابت کردن عراده، دیگر بین تیراندازی‌ها وقفه نمی‌افتاد و به این ترتیب می‌توانستند سه گلوله در دقیقه شلیک کنند.» (همان:۴۸)
در دوره قاجار همچنان از زنبورک استفاده می‌شد، و لیکن اندک اندک از ارزش نظامی آن کاسته شد و به تدریج جنبه تشریفاتی پیدا کرد. لرد کرزن که از زنبورک به آتشبار شتر یا آتشبار جمازه تغییر کرده، دربارهٔ زنبورک در عهد فتحعلی‌شاه و ناصرالدین شاه چنین اظهار می‌دارد: هنوز در سالنامه دولتی نام موهوم گروه زنبورکچی‌ها که آتشبار جمازه است، دیده می‌شود.
این دسته در عهد پادشاهان پیشین قاجار قدر و منزلت بسیار داشتند و شامل عده‌ای محدودی از افرادی است که قد کوتاه و اونیفرم نارنجی با یراق‌های سرخ و سبز دارند و بر شتر سوارند و توپ‌های گردانی را که در عقب سر آن‌هاست، شلیک می‌کنند. در عهد فتحعلی‌شاه این دسته پیوسته هنگامی که شاه سوار بر اسب یا از آن پیاده می‌شد، سلام سلطانی شلیک می‌نمودند و با آن که هنوز روی کاغذ وجود دارند، این گروه از کار افتاده و به کلی عاطل و باطل دیر یا زود از بین خواهند رفت و تردیدی هم نیست که دیگر درصدد تهیه و تجهیز آن برنخواهند آمد". (لرد کرزن، ۷۶۶:۱۳۶۲)
به‌طور کلی می‌توان گفت زنبورک، هم بر روی شتر سوار می‌شد و هم بر روی سه‌پایه قرار می‌گرفت و در همان حال شلیک می‌شد. در موزه‌ای در تبریز زنبورکی به نمایش گذاشته شده که از آن در جنگ با روس‌ها (قرن ۱۹ میلادی) استفاده می‌شده است، این زنبورک بر روی سه‌پایه‌ای قرار گرفته که طرز به‌کارگیری آن را به ما نشان می‌دهد.

## استفاده از شتر برای حمل زنبورک
در منابع بی شمار، تصاویری از زنبورک مشاهده می‌شود که نحوه حمل و استفاده از این سلاح را به ما نشان می‌دهد. در این تصاویر شتر به عنوان حیوانی است که برای حمل زنبورک در نظر گرفته شده است، به‌کارگیری شتر برای حمل تجهیزات نظامی، به دلیل مقاومتش در برابر تشنگی و آب و هوای نامساعد به خصوص در صحرا، مناسب بوده است.
در کتابچه تاریخچه فلز و سلاح در ایران، پیرامون چگونگی حمل زنبورک با شتر آمده است: «برای حمل زنبورک از شتر کمک می‌گرفتند، بدین ترتیب که روی کوهان شتر جهاز مخصوصی قرار می‌دادند و زنبورک روی آن نصب می‌شد و در همان محل نیز آن را شلیک می‌کردند، و در طرف چپ جهاز هم در کیسه محتوی باروت سیاه و گلوله آهنی آویزان می‌کردند. در هنگام نبرد، زنبورکچی فتیله ای بلند به کمر خود می‌آویخت و بر روی شتر می‌نشست و به سمت دشمن حمله می‌برد و به جهت تبحری که در استفاده از زنبورک داشت، می‌توانست در حال حرکت یا نشسته بر شتر، زنبورک را پر کرده و شلیک نماید و با کمک روش جنگ و گریز به سرعت جای خود را تغییر دهد و بی نظمی در سپاه دشمن اندازد.»
عبداللّه مستوفی در کتاب خود در مورد نحوه قرار دادن زنبورک بر روی کوهان شتر چنین بیان می‌کند: "این اسلحه را زنبورکچی مورب جلو شتر می‌بسته… چون باید زنبورک سر سواری پر شود، اگر این اسلحه را می‌خواستند راست بر شتر ببندند، باید برای پر کردن آن پیاده شده و چهارپایه ای همراه داشته باشند که زیر پای خود بگذارند و الا همین که تیر اول را در می‌کردند، اسلحه بیکار می‌شد. گذشته از این باید شتر را تمرین بدهند که سرش را بلند نکند و الا کله شتر هدف می‌شود. برای جلوگیری از این دو نقص، مجبور بودند که شتر را مورب وادارند تا تیر زنبورک به جبهه دشمن پرتاب شود. (مستوفی، ۴۱۱:۱۳۷۱)
کلمباری وضعیت شتری که بر روی آن جهاز مربوط به زنبورک سوار شده است را چنین توصیف می‌کند: «بر پشت شتر جهاز چوبی بزرگی می‌گذاشتند و روی آن را با پارچه نمدی سیاهی می‌پوشاندند. تخته‌های میانی جهاز با تسمه‌های چرمی به قاش آن و به صورتی نصب می‌شد که نوک کوهان از میان سوراخی که در جهاز بود بیرون می‌زد. در قسمت خمیده داخل جهاز، سوراخی تعبیه شده بود که یک محور آهنی که انتهایش دو شاخه بود، از آن عبور می‌کرد و برای نگهداری بازوی توپ به کار می‌آمد. لوله توپ از آهن بود و هفتاد سانتی‌متر طول داشت. از دو طرف جهاز شتر، دو کیسه چرمی مشکی آویزان بود که در آنها مهمات حمل می‌شد. افسار، سینه بند تنگ و بند زیر شکم حیوان را نیز با نوارهای رنگارنگ تزیین می‌کردند.» (کلمباری، ۴۸)
این شترها به دلیل این که برای چنین عملیاتی در نظر گرفته می‌شدند، تربیت شده بودند؛ به گونه ای که صدای شلیک، آنها را آزار نمی‌داد و تنها هنگامی که در عرصه جنگ زخم برمی‌داشتند سر از عنان زنبورکچی برمی‌تافتند و گاهی پیش می‌آمد که صاحبان خود را هلاک می‌کردند.